# ATS・D6
ATS・D6は、ATSチームが1983年のF1世界選手権用に製作したフォーミュラ1カー。デザイナーはグスタフ・ブルナー。

## 開発
ブルナーの手によるカーボンファイバー製モノコックシャシーに、前年までのフォード-コスワース DFVに変えてBMW・M12/13エンジンを搭載した。シーズンを通して3台のシャシーが製作された。D6はF1の歴史で初めてメス型成型のカーボン・コンポジット成型によって製作されており、モノコック表面がそのまま外皮となり、モノコックをカバーするカウルを必要としない構造となっていた。カラーリングの黒の部分はカーボン地肌そのままにされており、これは新しい製造方法をアピールするためでもあった。この設計手法は以後、ブルナーが移籍するフェラーリをはじめ他チームが模倣し、F1界でのスタンダードとなる発明であった。

## レース戦績
前年までの2台体制に変わって1983年はドイツ人ドライバーのマンフレッド・ヴィンケルホック1台体制で戦うこととなった。ヴィンケルホックは予選では好位置に付けるものの、チームは信頼性に欠ける車に苦しめられた。独善的で悪名高いオーナーのギュンター・シュミットは、チーム運営上の決定を数多く下したが、結果にインパクトを与えることは無かった。
ヴィンケルホックは予選で常にトップ10入りした。予選最上位は7位が3回で、サンマリノ、ベルギー、カナダであった。完走したのは4回のみで、ヨーロッパグランプリでの8位が最高であった。

## F1における全成績
(key) （太字はポールポジション）
| 年     | チーム    | エンジン   | タイヤ | ドライバー                     | 1   | 2   | 3   | 4   | 5   | 6   | 7   | 8   | 9   | 10  | 11  | 12  | 13  | 14  | 15  | ポイント | 順位 |
| ------ | --------- | ---------- | ------ | ------------------------------ | --- | --- | --- | --- | --- | --- | --- | --- | --- | --- | --- | --- | --- | --- | --- | -------- | ---- |
| 1983年 | チームATS | BMW M12/13 | G      |                                | BRA | USW | FRA | SMR | MON | BEL | DET | CAN | GBR | GER | AUT | NED | ITA | EUR | RSA | 0        | NC   |
| 1983年 | チームATS | BMW M12/13 | G      | マンフレッド・ヴィンケルホック | 16  | Ret | Ret | 11  | Ret | Ret | Ret | 9   | Ret | DNQ | Ret | DSQ | Ret | 8   | Ret | 0        | NC   |

## 注
1. 1 2  ATS D6 @ StatsF1
2. 1 2  Nye, 1985, pp. 164-165
3. ↑  F1デザイナー グスタフ・ブルナー '88日本グランプリ公式プログラム 85頁 鈴鹿サーキットランド 1988年10月発行
4. ↑  F1デザイナー列伝 グスタフ・ブルナー F1グランプリ特集 68頁 1996年5月16日発行

## 参照
- Nye, Doug (1985). Autocourse History of the Grand Prix Car 1966-1985. Richmond, Surrey, United Kingdom: Hazelton Publishing. ISBN 0905138376